# Calle de los Señores de Luzón

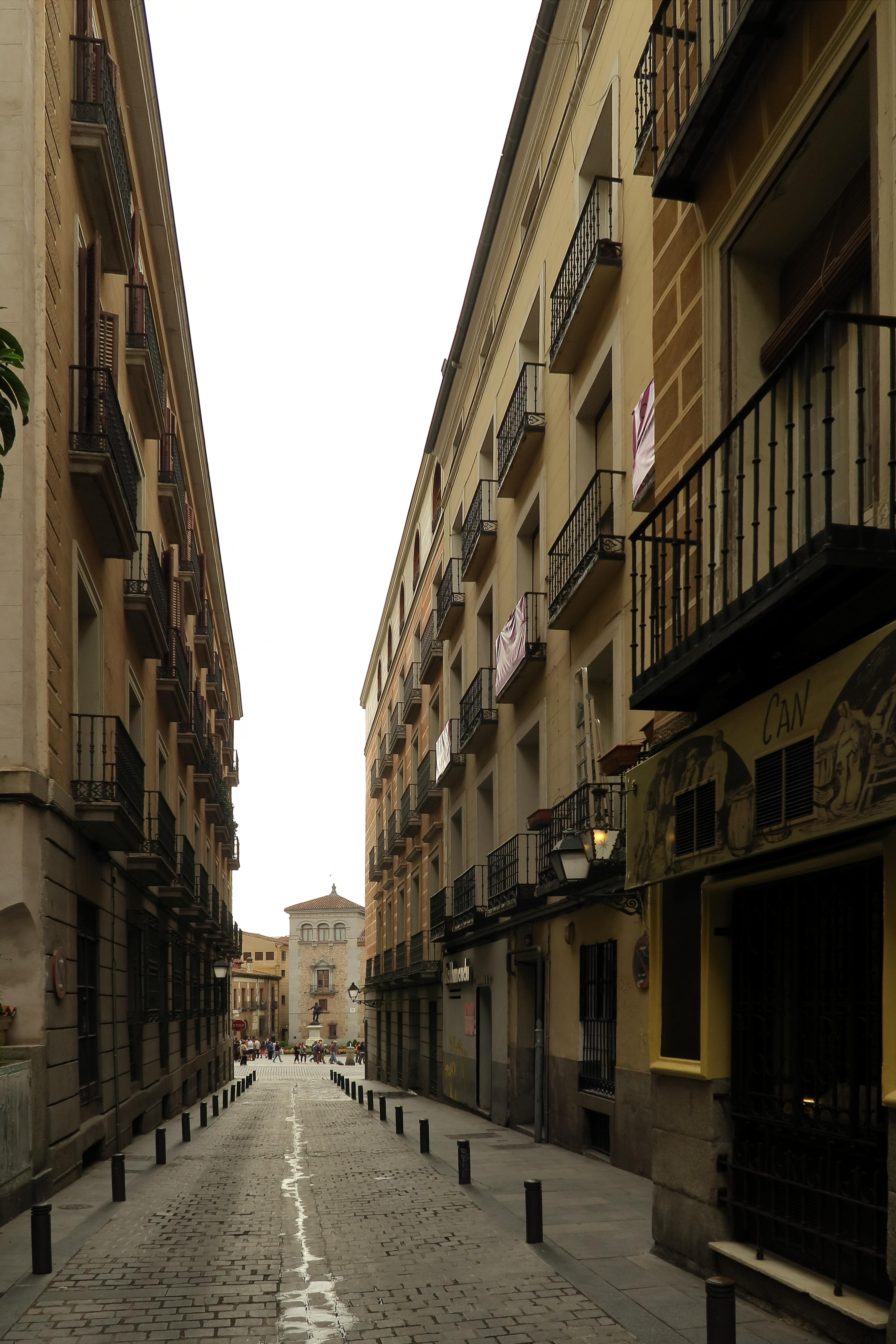
Calle de los Señores de Luzón (en 2016)

La calle de los Señores de Luzón, antaño calle de los Estelos, calle de San Salvador y calle de Luzón, es una vía pública de la ciudad española de Madrid, situada en el barrio de Palacio, distrito Centro, y que une la calle Mayor con la calle de la Cruzada.

## Historia
Discurre desde la calle Mayor, enfrente de la plaza de la Villa hasta la calle de la Cruzada y en su recorrido da también nombre a la travesía que la une con la plaza del Biombo.
Originalmente se conocía como «calle de los Estelos», remontándose las referencias escritas de esta denominación a 1388, aunque en el siglo xv ya se conocían algunos tramos como calle de Luzón. En el plano de Texeira de 1656 figura como calle de «San Salvador», para aparecer con el nombre de «Luzón» en el de Antonio Espinosa de los Monteros. Aparece descrita en el Origen histórico y etimológico de las calles de Madrid de Antonio de Capmany.
En 1889 existían antecedentes de construcciones desde 1631. Según la tradición, en esta calle habría tenido su casa, con torre y escudo, Pedro de Luzón, tesorero y maestresala del rey Juan II, alcaide del Real Alcázar de Madrid y su alguacil mayor. También estuvo la casa de los Duques de Arcos,  donde falleció Antonio Ponce de León; la casa del capellán mayor Baños y Navarrete, donde falleció Francisco Ramón de Espes, capitán de Guardias de Corps; y la vivienda del marqués de Villatoya y de Jura Real.
En el siglo xx se le cambiaría el nombre a «calle de los Señores de Luzón».